# Дюрменево
Дюрме́нево (рос. Дюрменево, башк. Дүрмән) — село у складі Шаранського району Башкортостану, Росія. Входить до складу Чалмалинської сільської ради.
Населення — 325 осіб (2010; 361 у 2002).
Національний склад:
- башкири — 83 %